# Warren Jeffs : Le Gourou polygame
Pour plus de détails, voir Fiche technique et Distribution.
Warren Jeffs : Le Gourou polygame (Outlaw Prophet: Warren Jeffs) est un téléfilm dramatique américain réalisé par Gabriel Range, diffusé en 2014. Il s’agit de l’adaptation du livre When Men Become Gods de Stephen Singular.
Le film relate les activités de Warren Jeffs, dirigeant de l’Église fondamentaliste de Jésus-Christ des saints des derniers jours, un mouvement issu du mormonisme, dont les adeptes pratiquent la polygamie appelé mariage plural.

## Synopsis
Warren Jeffs est un leader mormon polygamiste très controversé notamment par l'Église de Jésus-Christ des saints des derniers jours qui ne le reconnaît pas comme « mormon »… Après avoir été plus d'un an présent sur la liste des 10 personnes les plus recherchées par le FBI, Warren Jeffs a été arrêté en mai 2006 lors d'un contrôle de routine. Il est désormais en prison au Texas, après avoir été inculpé de plusieurs charges dont des complicités de viols et des abus sexuels sur mineurs.

## Fiche technique
- Titre original : Outlaw Prophet: Warren Jeffs
- Titre français : Warren Jeffs : Le prophète polygame
- Réalisation : Gabriel Range
- Scénario : Alyson Evans, Bryce Kass et Steve Kornacki, d'après le livre When Men Become Gods de Stephen Singular
- Direction artistique : Derrick Ballard
- Costumes : Jeremy Chiordi
- Photographie : Ursula Coyote
- Montage : John Ganem
- Musique : Tony Morales
- Production : Lorenzo O'Brien
- Société de production : Sony Pictures Television
- Sociétés de distribution : Lifetime Television ; Sony Pictures Home Entertainment
- Pays d'origine :  États-Unis
- Langue : anglais
- Format : couleur
- Genre : drame
- Durée : 120 minutes
- Dates de diffusion :
  - États-Unis : 28 juin 2014 sur Lifetime[1]
  - France : 11 mai 2015 sur TF1

## Distribution
- Tony Goldwyn (VF : Philippe Valmont) : Warren Jeffs
- Molly Parker (VF : Véronique Augereau) : Janine Jeffs
- Joey King (VF : Clara Quilichini) : Elissa Wall
- David Keith (VF : Thierry Buisson) : Gary Engels
- Martin Landau (VF : Michel Ruhl) : Rulon Jeffs
- Sabina Gadecki (en) : Rebecca Musser
- Barbie Robertson : Katie Christense
- Alex Knight (VF : Stéphane Marais) : Isaac Jeffs
- Jacob Dacus (VF : Gabriel Bismuth-Bienaimé) : Lamont Barlow
- Jenny Gabrielle (VF : Laurence Bréheret) : Sharon Wall
- Aaron McPherson : le shérif Bill Brady
- Bryan Chatlien : Nate Carter
- Thom Hallum : Jesse Brewer
- Victor Talmadge : Fred Jessop

Sources et légende : Version française selon le carton de doublage.

## Production
L’acteur Tony Goldwyn a été choisi pour interpréter le criminel Warren Jeffs, expliquant que ni la production ni lui n’avaient « pas l’intention de le rendre sympathique - il fait des choses horribles. Mais si je n’essaie pas d’humaniser un personnage, c’est que je n’ai pas fait mon travail ».
Le tournage a lieu au Nouveau-Mexique.

## Accueil
Le téléfilm a été vu par 1,864 million de téléspectateurs lors de sa première diffusion.